# Tribbey
Tribbey is een plaats (town) in de Amerikaanse staat Oklahoma, en valt bestuurlijk gezien onder Pottawatomie County.

## Demografie
Bij de volkstelling in 2000 werd het aantal inwoners vastgesteld op 273.
In 2006 is het aantal inwoners door het United States Census Bureau geschat op 286, een stijging van 13 (4.8%).

## Geografie
Volgens het United States Census Bureau beslaat de plaats een oppervlakte van
49,4 km², waarvan 49,3 km² land en 0,1 km² water. Tribbey ligt op ongeveer 294 m boven zeeniveau.

## Plaatsen in de nabije omgeving
De onderstaande figuur toont nabijgelegen plaatsen in een straal van 20 km rond Tribbey.